# Ovaeymir, Efeler
Ovaeymir là một thị trấn thuộc huyện Efeler, tỉnh Aydın, Thổ Nhĩ Kỳ. Dân số thời điểm năm 2010 là 7.181 người.